# Raymart Santiago
Raymond Martin «Raymart» Santiago y Legaspi (20 de julio de 1973, Manila), popularmente conocido como Raymart Santiago. Es un actor de acción, cantante y comediante filipino que pertenece a una de las familias más reconocidas del mundo del espectáculo de Filipinas.

## Biografía
Proviene de una prominente familia del mundo del espectáculo de Filipinas, los Santiagos. Su padre es el director de cine Pablo Santiago y es el más joven entre los hermanos Santiago. Dos de sus hermanos mayores también son conocidos en sus respectivos campos en el mundo del espectáculo, Randy Gerard (Randy Santiago), que es un cantante, actor y director de cine. Su otro hermano es Reilly Pablo Jr., quien estaba casado con otra actriz Sherilyn Reyes y que también incursionó en la producción de películas.
Se casó con la actriz Claudine Barretto el 27 de marzo de 2006, en Tagaytay, Cavite. Su boda contó con la presencia de la red televisiva de ABS-CBN y los ejecutivos de GMA, sus familias (excepto Gretchen Barretto, quien en el momento de la boda fue enajenado con Claudine), su espectáculo y amigos del mundo del espectáculo. Claudine dio a luz a su hijo el 19 de julio de 2007, un día antes del cumpleaños de la pareja. Rodrigo Santino su primogénito, se une a la hermana mayor Sabina Natasha (nacida en 2004), quien fue adoptada a los 2 meses de edad en julio de 2004. Ambos Claudine y Raymart profesan la religión cristiana evangélica y asisten a la iglesia Victoria Christian Fellowship.

## Películas y Shows de Televisión
| Año       | Título                      | Personaje        | Canal       |
| 2018      | Starla                      |                  | ABS-CBN     |
| 2017      | My Korean Jagiya            | Dodong Del Prado | GMA Network |
| 2016      | Tsuperhero                  | Freddie          | GMA Network |
| 2016      | Hanggang Makita Kang Muli   | Larry Medrano    | GMA Network |
| 2015      | The Half Sisters            | Carlito Castillo | GMA Network |
| 2015      | Magpakailanman: NunoSaPunso | Max              | GMA Network |
| 2015      | Sabado Badoo                | Cameo            | GMA Network |
| 2015      | Second Chances              | Bernard Castello | GMA Network |
| 2013-2014 | Villa Quintana              | Felix Samonte    | GMA Network |
| 2013      | Home Sweet Home             | Reden Caharian   | GMA Network |
| 2012      | Luna Blanca                 | Luis Buenaluz    | GMA Network |
| 2012      | Daldalita                   | Tarzan           | GMA Network |
| 2011      | Spooky Nights               | Jilmer           | GMA Network |
| 2011      | Futbolilits                 | Frankie Ocampo   | GMA Network |
| 2010      | Jillian: Namamasko Po       | Erwin            | GMA Network |
| 2010      | Bantatay                    | Bernard Razon    | GMA Network |
| 2010      | Pilyang Kerubin             | Arman Santos     | GMA Network |
| 2010      | Claudine                    | Randy Salvador   | GMA Network |
| 2009      | Darna                       | Crisanto         | GMA Network |
| 2008–2009 | Gagambino                   | Dindo Gutiérrez  | GMA Network |
| 2007–2008 | Zaido: Pulis Pangkalawakan  | Álvaro           | GMA Network |
| 2007      | Who's Your Daddy Now?       | Mario            | GMA Network |
| 2005      | Maynila                     | Various          | GMA Network |
| 2005      | Wag Kukurap                 | Various          | GMA Network |
| 2005      | Noel                        | Various          | GMA Network |
| 2005      | Kakabaka-Boo!               | Various          | GMA Network |
| 2004      | Lagot Ka, Isusumbong Kita   | Toto             | GMA Network |
| 2003      | Narito Ang Puso Ko          | Rodolfo          | GMA Network |
| 2001      | Kool Ka Lang                | Jack             | GMA Network |
| 2001      | Larawan                     | Various          | GMA Network |
| 1999      | GMA Mini Series             | Various          | GMA Network |
| 1998      | Campus Romance              | Various          | GMA Network |
| 1997      | Dear Mikee                  | Various          | GMA Network |
| 1996      | 1896                        | Various          | ABC         |
| 1995      | Spotlight Drama Specials    | Various          | GMA Network |
| 1995      | Love Notes                  | Various          | ABC         |
| 1994      | Mikee                       | Various          | GMA Network |
| 1994-1995 | Barangay U.S.:Unang Sigaw   | Dennis           | RPN         |
| 1994      | Four Da Boys                | Martin           | IBC         |
| 1993      | GMA Love Stories            | Various          | GMA Network |
| 1993      | Purungtong                  | Various          | RPN         |
| 1993      | Just the 3 of Us            | Various          | RPN         |
| 1993-1995 | Idol si Pidol               | Various          | ABC         |
| 1992      | Luv Ko Si Kris              | Various          | ABS-CBN     |
| 1992      | Ayos Lang, Tsong!           | Various          | IBC         |
| 1991      | GMA True Stories            | Various          | GMA Network |
| 1991      | GMA Telecine Specials       | Various          | GMA Network |
| 1991      | Bistek                      | Various          | IBC         |
| 1990      | Regal Shockers              | Various          | GMA Network |
| 1990      | Wanbol High                 | Various          | ABS-CBN     |
| 1990      | Small Brothers              | Himself          | ABS-CBN     |
| 1989      | Lovingly Yours              | Various          | GMA Network |
| 1989      | Barangay USA                | Dennis           | PTV         |
| 1989      | Young Love, Sweet Love      | Various          | RPN         |
| 1989      | Estudyante Blues            | Various          | PTV         |

## Películas
| Año  | Título                                        | Personaje       |
| 2017 | Haunted Forest                                | Aris            |
| 2013 | 10,000 Hours                                  | N/A             |
| 2005 | La Visa Loca                                  | Estong          |
| 2004 | Aishite imasu (Mahal kita) 1941               | Edilberto       |
| 1998 | Marahas Walang Kilalang Batas                 | Ronaldo         |
| 1997 | Frame-Up                                      | Reden Sarmiento |
| 1997 | Iskalawag                                     | Alex Sabater    |
| 1996 | Mumbaki                                       | Joseph          |
| 1996 | Cara y Cruz: Walang Sinasanto!                | Berting         |
| 1996 | Leon Cordero: Duwag Lang Ang Hahalik Sa Lupa! | Leon Cordero    |
| 1995 | Urban Rangers                                 | Mark            |
| 1994 | Ikaw Lamang wala Nang Iba                     | Joaquin         |
| 1994 | Haring Daga                                   | Dino Obrero     |
| 1993 | Dodong Armado                                 | Dodong          |
| 1993 | Pita, Terror ng Kalookan                      | Pita            |
| 1993 | Anak ng Pasig                                 | Rodel           |
| 1992 | Magnong Rehas                                 | Magno           |
| 1992 | Dilinger                                      | Ikoy            |
| 1992 | Jaime Labrador: Sakristan Mayor               | Jaime           |
| 1991 | Angelito San Miguel: Ang Batang City Jail     | Angelito        |
| 1991 | Noel Juico Batang Kriminal                    | Noel            |
| 1990 | May Isang Tsuper ng Taxi                      | ----            |
| 1990 | Ang Tister Kong Alien                         | ----            |
| 1990 | Rocky and Rolly: Suntok sabay Takbo           | Rolly           |
| 1990 | Teacher's Enemy No. 1                         | ----            |
| 1990 | Tiny Terrestrial: The Three Professors        | Matthew         |
| 1990 | Paikot-Ikot                                   | ----            |
| 1990 | Love at First Sight                           | Reggie          |
| 1990 | Tootsie Wootsie                               | ----            |
| 1989 | Wooly Booly: Ang Classmate kong Alien         | ----            |
| 1989 | Estudyante Blues                              | Rupert          |
| ---- | Angelito San Miguel: Ang Batang City Jail     | Angelito        |

### TV Especiales
| Año  | Título                                                   | Canal       |
| 2006 | You Are The One: The Claudine-Raymart Love Story         | ABS-CBN     |
| 2010 | GMA @ 60: The Heart Of Television Anniversary Special    | GMA Network |
| 2015 | Thank You Kapuso: GMA @ 65: GMA 65th Anniversary Special | GMA Network |